# Maultasche

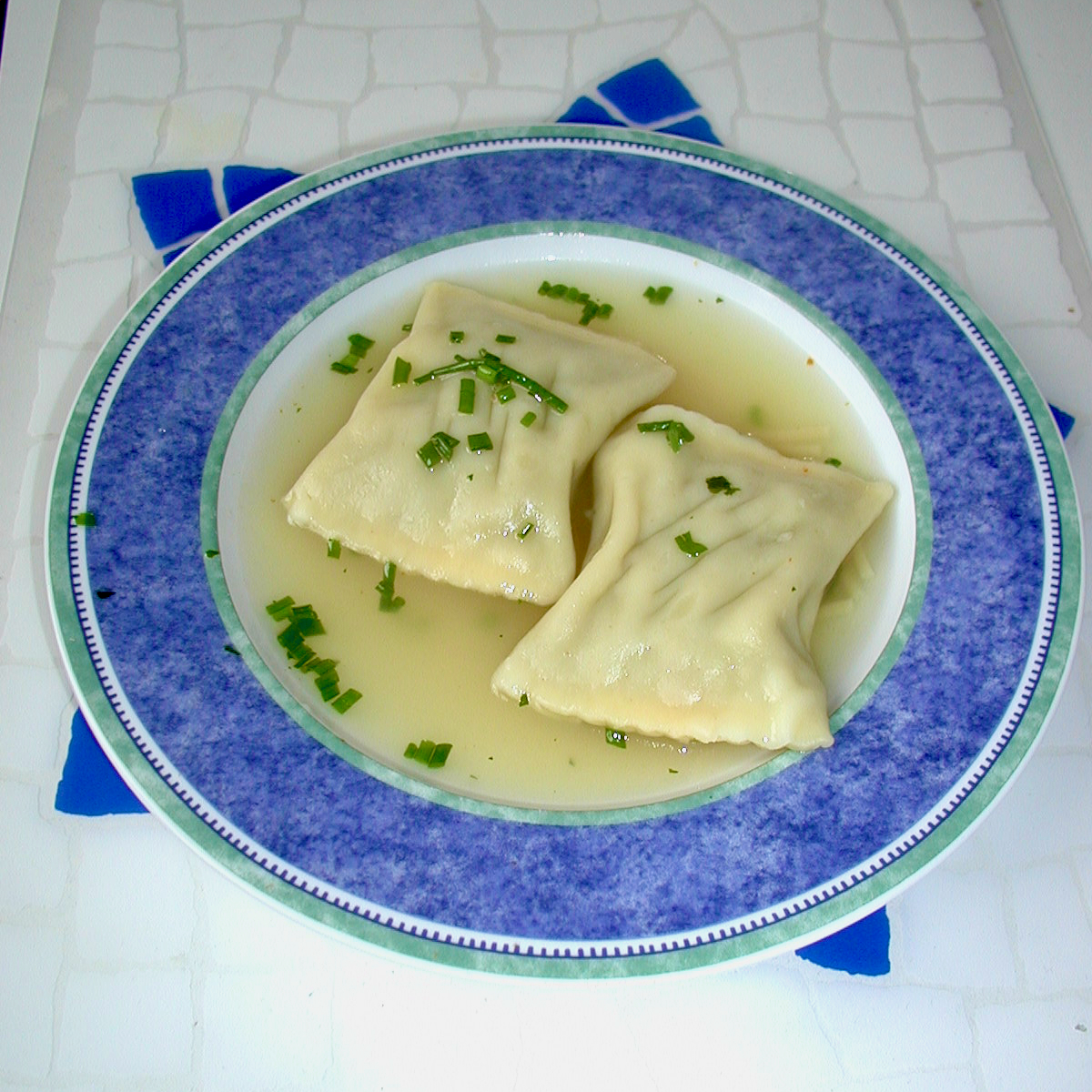
Sopa de Maultaschen.

Las Maultaschen son una especialidad de pasta rellena, a veces acompañada de caldo, típica de la región de Suabia (Alemania) y muy conocida en la cocina alemana. En alemán significa literalmente bolsillo de morro.

## Composición
Las Maultaschen están compuestas de un relleno de carne picada con diversas especias cubierto de una pasta. El relleno contiene carne de ternera picada (o posiblemente de salchichas como la Bratwurst) y verduras tales como cebolla, espinacas, etc. Además se le añaden panecillos (Brötchen) ablandados. Existen variantes con jamón cocido, jamón ahumado y restos de diferentes asados.

## Elaboración
Se ponen las cebollas picadas a cocer junto con el pan hidratado. Tras unos instantes de cocción se añaden las espinacas y la carne picada de las Bratwürste (generalmente de ternera). Se pasa todo por la máquina de picar carne con la intención de que la pasta sea lo más fina posible. 
La mezcla picada resultante se extiende sobre unas láminas de pasta húmeda y cuando quede cubierta se tapa con otra placa de pasta. Para sellar los bolsillos se emplea a veces huevo. La forma del bolsillo de pasta suele ser cuadrada, rectangular o romboidal, de cerca de cuatro centímetros de ancho.

## Servir
Tras la elaboración se dejan cocer en un caldo de carne concentrado que posteriormente se empleará como sopa de acompañamiento. Tras esta preparación existen dos variantes:
- "Geschmälzt", es decir se toman los Maultaschen preparados y se fríen en mantequilla marrón de la fritura de cebollas y se sirven acompañados de una ensalada de patatas (Kartoffelsalat).
- "Geröstet", en esta forma los Maultaschen ya fríos se cortan en rodajas y se fríen en una sartén con cebollas y huevos.

## Leyenda
Existen varias leyendas acerca del origen de este plato alemán. Una de ellas dice que un monasterio cisterciense denominado Monasterio de Maulbronn (de aquí puede provenir Maultasche) que en la época de Cuaresma ocultaban la carne entre capas de pasta, dando origen al plato (bolsillos de Maul), los monjes denominaban a este plato de forma coloquial Herrgottsbscheißerle" (engaño a Dios).
La segunda de las versiones explica que en las familias protestantes de Suabia era costumbre comer este plato en el Jueves Santo, pero solo con hierbas. Es muy posible que poco a poco se fuera introduciendo la carne picada a escondidas para hacer la Cuaresma más fácil de llevar.  
El origen del plato es humilde y parte de los ingredientes pueden ser sobras de anteriores comidas, hoy en día es una comida muy apreciada en Suabia.

## Maultaschen en la actualidad
Hoy en día se pueden comprar Maultaschen en los supermercados de casi toda Alemania, no sólo en Suabia. En algunos de los casos se encuentra preparado y envasado. Se puede reconocer por emplear el diminutivo "Maultäschle". Existen variantes comerciales, no tradicionales, que incluyen carne de salmón (Lachsmaultäschle), setas (Pilzmaultäschle) o una variedad vegetariana (vegetarische Maultäschle).